# Francisco Lopes de Azevedo Velho da Fonseca de Barbosa Pinheiro Pereira e Sá
Francisco Lopes de Azevedo Velho da Fonseca de Barbosa Pinheiro Pereira e Sá, primeiro visconde de Azevedo e conde de Azevedo, (Marrancos, Vila Verde, 21 de Fevereiro de 1809 – Porto, 25 de Dezembro de 1876) foi um homem com intervenção ativa no seu tempo. Interveio, ainda jovem, nas lutas liberais, ao lado dos realistas, interveio depois de passagem na política e foi sobretudo um sábio bibliófilo. Ficou célebre a sua livraria, que doou em testamento a seu primo o conde de Samodães. Segundo Camilo Castelo Branco, “tinha a singularidade fenomenal de ser sábio e rico”. Foi sócio correspondente da Academia de Ciências de Lisboa e colaborador do Dicionário Bibliográfico de Inocêncio. Possuía um observatório astronómico na sua quinta e solar d'Azevedo.
A instâncias do Visconde de Santa Marta, em 25 de Abril de 1832, tomou posse do cargo de coronel dos Voluntários Realistas, que se achavam em Viana do Castelo. Passou, com o seu batalhão a fazer parte da quarta Divisão Realista e, depois, da Coluna Móvel ao Norte do Douro, sendo agraciado com o hábito da Torre-e-Espada e com a comenda da Ordem de Cristo.
Comandou, durante algum tempo, a brigada que guarnecia a extrema esquerda nas linhas do exército realista. Foi, depois, com a divisão do General João Gouveia Osório para Campo Maior. Aí se achava aquando da convenção de Évora Monte.
Ocupou o cargo de governador civil do distrito de Braga desde 20 de Maio de 1846 a 8 de Julho de 1846.
Possuía residência no Porto — hoje designada por Palácio dos Condes de Azevedo — e Póvoa de Varzim, que é a sede do Museu poveiro. No Porto e na Póvoa, reunia cenáculos culturais. Na casa do Porto, instalou uma tipografia particular onde fez imprimir algumas raridades bibliográficas, em tiragens limitadas.
Escreveu alguma prosa de ficção, alguma poesia e artigos de apreciação crítica, traduziu Virgílio e Cervantes. Ajudou a salvar a Gramática da Linguagem Portuguesa, de Fernão de Oliveira, primeira gramática da nossa língua, publicada originalmente em 1536, e que ele republicou.
A Biblos, Enciclopédia Verbo das Literaturas de Língua Portuguesa dedicou-lhe recentemente um artigo. Católico esclarecido, prefaciou em 1865 o importante livro de Camilo A Divindade de Jesus, onde o escritor refutava a blasfema Vida de Jesus, da autoria de Renan.
É curioso que tenha dirigido cartas ao redator da Gazeta de Portugal, refutando o que, a respeito da mesma Vida de Jesus, escrevera Pinheiro Chagas. Pronunciou um discurso na Assembleia dos Oradores e Escritores Católicos no Palácio de Cristal, em 1 de Janeiro de 1872.
O seu livro Distracções Métricas está publicado online, por cópia do exemplar da Harvard College Library 
Já no final da sua vida, o Visconde de Azevedo foi elevado a Conde de Azevedo.

## Dados genealógicos
Filho de D. Maria Emília Lopes de Azevedo Pinheiro Pereira e Sá (28 de Maio de 1787 - 26 de Fevereiro de 1828), senhora dos solares de Azevedo, do dos Pinheiros, em Barcelos, dos Morgados dos Coelhos, em Vila do Souto da Riba-de-Homem, e do de Pouve, do Couto de Mazarefes, das herdades de Paradela e Castro. Casou, em 13 de Maio de 1807, com António Martinho Velho de Fonseca Barbosa Sousa e Castro (14 de Agosto de 1785 - 28 de Julho de 1859), senhor do Paço de Marrancos, fidalgo da Casa Real, tenente-coronel do regimento de Milícias de Barcelos, filho de Francisco Velho de Fonseca e Barbosa, fidalgo da Casa Real e de sua mulher e prima D. Maria Luísa Arriscado de Lacerda, da Casa dos Arriscados de Barcelos.
Era casado com Maria José Carneiro da Grã Magriço que nasceu em 6 de agosto de 1804, da Casa dos Carneiros, na Póvoa de Varzim; Maria José Carneiro da Grã Magriço era descendente do Morgado Pedro Carneiro da Gram da Freguesia de Balazar, Concelho da Póvoa de Varzim, deste casamento não houve filhos.
Como não tinha geração, deixou por testamento a sua grande biblioteca ao seu primo, o segundo conde de Samodães, Francisco de Azevedo Teixeira de Aguilar.
Os seus outros avultados bens dividiram-se pelas suas sobrinhas, filhas de sua irmã D. Maria José do Livramento e de Estevão Falcão, cabendo a:
- D. Maria Júlia Falcão Pinheiro Bourbon e Menseses o Solar dos Pinheiros, em Barcelos, e o Morgado de Pouve.
- D. Maria Cândida Falcão de Azevedo herdou o Solar de Azevedo, o Couto de Mazarefes e outros bens. Casou com Francisco Barbosa Couto Cunha Sotomaior, Fidalgo da Casa Real e Senhor da Casa da Fontinha, em Pardilhó, Estarreja[8].